# 山田正男
山田正男（日语：／ Yamada Masao，1913年8月1日—1995年），日本土木工程師及城市規劃師，也是東京的首都高速道路在二戰戰前最早的規劃者，兼戰後興建推動者之一。山田於1937年進入內務省供職，並在1938年草擬了最初的東京高速公路建造計畫，戰後則歷任東京、神奈川縣等地政府建設部門中之主管勤務，及公營機構——首都高速道路公團裡的高階職位，他在日本經濟高度成長、東京主辦奧運等背景下，成為使首都高如期竣工的核心人物。

## 生涯

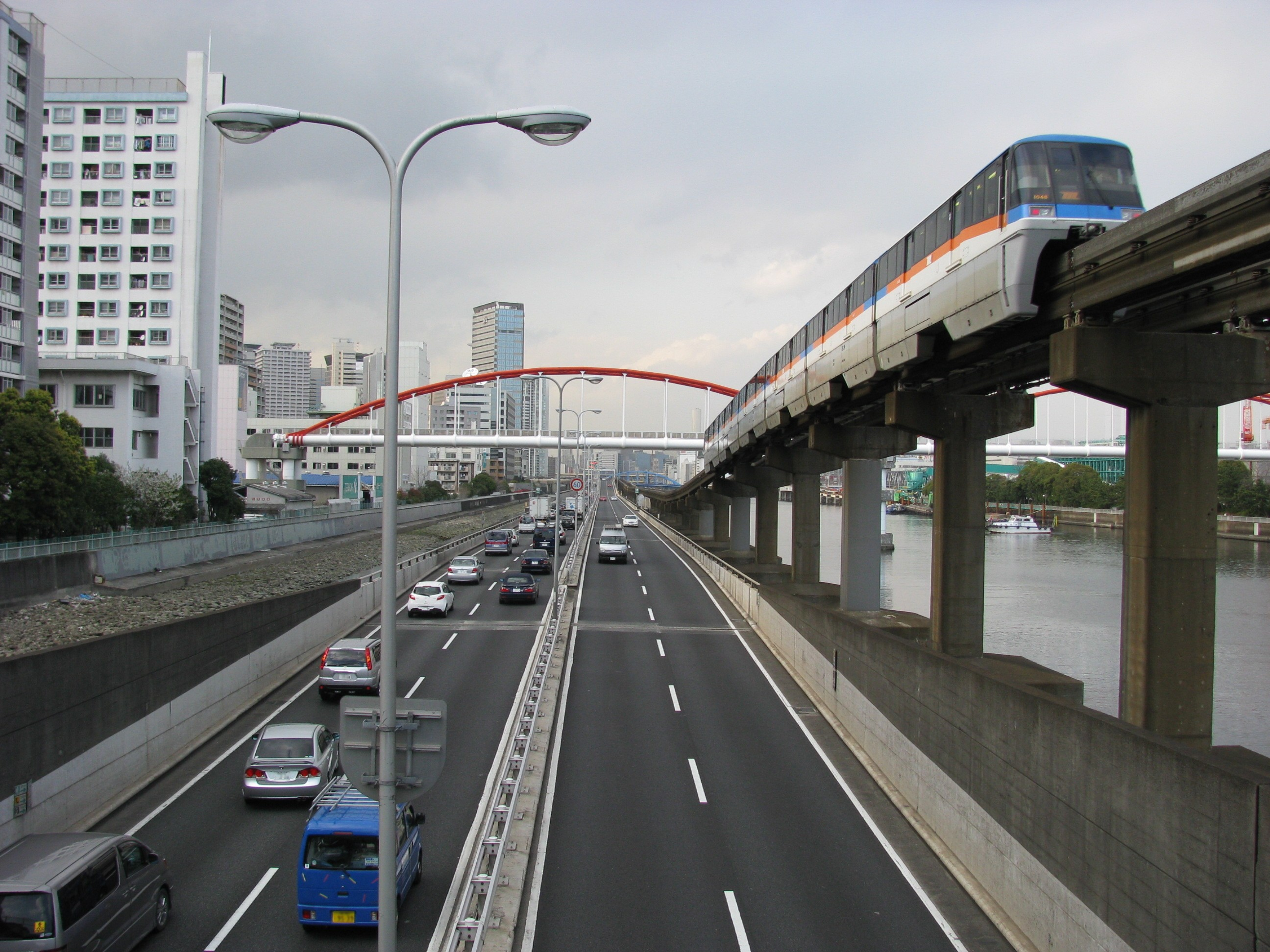
由山田推動興建、連接東京市中心和羽田機場的首都高速1號羽田線，於1964年東京奧運前通車。

山田正男於1913年8月1日誕生在日本愛知縣，1937年自東京大學土木工學系畢業，同年即進入內務省，先後於該省的東京都市計畫委員會、大阪府東京都戰災復興院、經濟安定本部等單位工作，亦曾為日本知名都市規劃師石川榮耀的下屬。1938年，山田提出了該國第一份首都高速道路計畫，包含一條環狀線、四條放射狀線，總長69公里的全程高架化公路網，中央的環狀線串連了日本橋、京橋、赤坂、牛込等中心地點，放射狀線則分別通往城市外圈的杉並、板橋、足立及橫濱四大方向。然而這份構想僅處於紙上規劃階段。
1954年起，山田正男於神奈川縣土木部計畫課出任課長，1955年則昇任東京都建設局都市計畫部部長，1960年時已官至首都整備局局長。當時的日本處於經濟高速起飛期，國內車輛總數急劇攀增，連帶提高了汽車專用道路的急迫性。而東京申奧成功後，原先於1959年敲定、預計在1965年之前將羽田機場－市中心間的首都高速1號羽田線完成的決策也遭到推翻，不僅把通車時程提早1年到奧運開賽之前，欲完成的路段還延長至代代木的奧運選手村，使施工難度上升。山田遂成為該項工程的推動者，他為了在期限和經費限制以下達成目標，而將路廊繞開私有土地，並利用河川或既有幹道上方的空間來建造高架橋。繼計畫中最早完成的路段——京橋至芝浦段於1962年通車後，首都高速道路系統在東京奧運揭幕的1964年8月當時，已完成了羽田機場附近至代代木的路段。
山田正男在首都高啟用之後，仍繼續於相關機構任職，在1967年上任建設局局長，後來則加入首都高速道路公團，分別在1971年及1977年獲任為該組織的副理事長和理事長，自1981年起又成為其顧問。1983年時，山田因其事蹟而獲頒勳二等旭日重光章，後於1995年逝世，生前著有《時間之流・都市之流》（時の流れ・都市の流れ）、《變革期之都市計畫》（変革期の都市計画）等書。